# Schizoprymnus politus
Schizoprymnus politus är en stekelart som beskrevs av Papp 1984. Schizoprymnus politus ingår i släktet Schizoprymnus och familjen bracksteklar. Inga underarter finns listade i Catalogue of Life.